# 斯凱爾頓鎮區 (印地安納州沃里克縣)
斯凱爾頓鎮區（英語：Skelton Township）是位於美國印地安納州沃里克縣的一個行政鎮區。

## 地方資料
根據2010年美國人口普查的數據，斯凱爾頓鎮區的面積為103.40平方千米，當中陸地面積為102.40平方千米，而水域面積為1.00平方千米。當地共有人口1625人，而人口密度為每平方千米15.72人。